# Liste der Bodendenkmäler in Oberneukirchen (Oberbayern)
Auf dieser Seite sind die Bodendenkmäler in der oberbayerischen Gemeinde Oberneukirchen zusammengestellt. Diese Tabelle ist eine Teilliste der Liste der Bodendenkmäler in Bayern. Grundlage ist die Bayerische Denkmalliste, die auf Basis des Bayerischen Denkmalschutzgesetzes vom 1. Oktober 1973 erstmals erstellt wurde und seither durch das Bayerische Landesamt für Denkmalpflege geführt wird. Die folgenden Angaben ersetzen nicht die rechtsverbindliche Auskunft der Denkmalschutzbehörde.

## Bodendenkmäler der Gemeinde Oberneukirchen

### Bodendenkmäler in der Gemarkung Oberneukirchen
| Lage                      | Objekt | Akten-Nr.     | Bild |
| ------------------------- | --- | ------------- | ---- |
| Oberneukirchen (Standort) | Grabhügel mit Bestattungen der späten Bronzezeit sowie Siedlung der römischen Kaiserzeit.                                               | D-1-7840-0028 |      |
| Oberneukirchen (Standort) | Siedlung vor- und frühgeschichtlicher Zeitstellung.                                                                                     | D-1-7841-0053 |      |
| Oberneukirchen (Standort) | Untertägige spätmittelalterliche und frühneuzeitliche Befunde im Bereich der Katholischen Pfarrkirche St. Margaretha in Oberneukirchen. | D-1-7841-0178 |      |